# Plant Conservation Alliance
De Plant Conservation Alliance (PCA) is een samenwerkingsverband dat zich richt op de bescherming van planten die van nature voorkomen in de Verenigde Staten. De organisatie is in 1994 opgericht als het  Native Plant Conservation Initiative (NPCI), waarna de organisatie in 1999 zijn huidige naam aannam. 
De Plant Conservation Alliance is een consortium van tien federale overheidsinstellingen en meer dan 200 niet-federale organisaties, waaronder veel botanische tuinen. De aangesloten organisaties stellen zich tot doel het uitsterven van planten uit de Verenigde Staten te voorkomen en te komen tot het herstel van natuurlijke habitats. De PCA verstrekt fondsen voor natuurbeschermings- en herstelprojecten. Ook dient de PCA als forum voor het uitwisselen van ideeën, expertise en informatie tussen publieke en private organisaties die zich richten op natuurbescherming en -herstel. Zes keer per jaar wordt er een bijeenkomst in Washington georganiseerd. De PCA werkt samen met de IUCN en neemt deel aan het project Seeds of Success. 
De Plant Conservation Alliance heeft drie werkgroepen die zich richten op invasieve plantensoorten, medicinale planten en het herstel van natuurlijke habitats. 

## Aangesloten overheidsinstellingen
- Bureau of Land Management
- Department of Defense
- Federal Highway Administration
- National Park Service
- Office of Surface Mining Reclamation and Enforcement
- USDA Agricultural Research Service
- United States Forest Service
- USDA Natural Resources Conservation Service
- US Fish and Wildlife Service
- US Geological Survey

## Selectie van aangesloten organisaties
- American Public Gardens Association
- American Society of Plant Taxonomists
- Arboretum at Flagstaff
- Arizona-Sonora Desert Museum
- Arnold Arboretum
- Berry Botanic Garden
- Botanic Gardens Conservation International, afdeling Verenigde Staten
- Botanical Research Institute of Texas
- Botanical Society of America
- Brooklyn Botanic Garden
- Center for Plant Conservation
- Chicago Botanic Garden
- Cincinnati Zoo and Botanical Garden
- Denver Botanic Gardens
- Desert Botanical Garden
- Fairchild Tropical Botanic Garden
- Holden Arboretum
- International Carnivorous Plant Society
- Lady Bird Johnson Wildflower Center
- Lyon Arboretum
- Missouri Botanical Garden
- Morton Arboretum
- National Museum of Natural History
- New England Wild Flower Society
- New York Botanical Garden
- North Carolina Arboretum
- North Carolina Botanical Garden
- Planta Europa
- Rancho Santa Ana Botanic Garden
- Royal Botanic Gardens, Kew
- Santa Barbara Botanic Garden
- United States Botanic Garden